# Светски дан поздрављања
Светски дан поздрављања је секуларни празник који се обележава сваке године 21. новембра, како би се изразило да сукобе треба решавати комуникацијом, а не употребом силе. Учесници тог дана усмено поздрављају десет или више људи као израз важности личне комуникације у очувању мира. Годишњи глобални догађај почео је да се слави 1973. године као одговор на Јомкипурски рат.

## Позадина
Сваке године, 21. новембар је Светски дан поздрављања. Циљ је поздравити најмање десет људи на дан. Порука је да светски лидери користе комуникацију уместо силе за решавање сукоба.
Светски дан поздрављања основали су 1973. др. Брајан Мекормак, дипломирао на Државном универзитету у Аризони и Мајкл Мекормак, дипломирао на Универзитету Харвард, као одговор на Јомкипурски рат. Браћа Мекормак послала су 1.360 писама на седам језика владиним челницима широм света како би подстакли учешће на првом Светском дану поздрављања. Од тада, Светски дан поздрављањаа обележавају људи у 180 земаља.
Било која особа може да учествује у Светском дану поздрављања само тако што ће поздравити десет или више људи. Ово показује важност личне комуникације за очување мира. Светски дан поздрављања започет је као одговор на сукоб између Египта и Израела у јесен 1973. године. Људи широм света користе повод Светског дана поздрављања као прилику да изразе своју забринутост за светски мир. Почевши са једноставним поздравом на овај  дан, њихове активности шаљу поруку лидерима, подстичући их да користе комуникацију уместо силе за решавање сукоба. Светски дан поздрављања у првој години добио је подршку 15 земаља.
Добитници Нобелове награде за мир су међу људима који су истакли вредност Светског дана поздрављања као инструмента за очување мира и као прилике која омогућава свакоме у свету да допринесе процесу стварања мира. Остале присталице укључују скоро 100 аутора, забављача и светских лидера.